# Atrocity
Atrocity é uma banda alemã formada em 1985.

## História
Inicialmente Atrocity era uma banda de death metal. Em 1989 lançaram uma EP Blue Blood. Em 1990 seguiu-se um álbum sobre o uso de drogas, intitulado Hallucinations.
O álbum Todessehnsucht aventura-se no death metal e conta com um cover de Arch Angel.
A extensão de conhecimentos musicais da banda alarga-se ao longo dos tempos. A banda é influenciada pelo medieval e pelo Drácula.
Em 1995 é lançado o álbum Calling The Rain, que inclui vocais femininos.
O álbum Willenskraft possui elementos industriais e um CD bónus, que inclui remixes electrónicos de algumas músicas.
Em 2000, a banda entrou em hiatus. Quatro anos depois a banda voltou a aparecer com o álbum Atlantis, baseado em mitos sobre a Atlântida. Este álbum conta com a voz de Liv Kristine Espenaes (ex-vocalista do Theatre of Tragedy e Leaves' Eyes).
Os membros da banda Atrocity fazem também parte da banda Leaves' Eyes.

## Membros
Atuais
- Alexander Krull (fundador, vocalista)
- Thorsten Bauer (desde 1995, guitarrista)
- Sander van der Meer (desde 2010, guitarrista)
- Alla Fedynitch (desde 2008, baixista)
- Roland Navratil (desde 2010, baterista)

Ex-membros
- Richard Scharf (1988–1994, guitarrista)
- Oliver Klasen (1988–1993, baixista)
- Michael Schwarz (1988–1999, baterista)
- Markus Knapp (1994–1995, guitarrista)
- Martin Schmidt (2000–2004, baterista)
- Christian Lukhaup (1995–2007, baixista)
- Moritz Neuner (2004–2007, baterista)
- Nick Barker (2008, baterista)
- Mathias Röderer (até 2010, guitarrista)

## Discografia
Álbuns de estúdio
- 1990: Hallucinations
- 1992: Todessehnsucht (também conhecido como Longing for Death)
- 1994: Blut
- 1996: Willenskraft
- 1997: Werk 80
- 2000: Gemini
- 2004: Atlantis
- 2008: Werk 80 II
- 2013: Okkult
- 2018: Okkult II

Outros lançamentos
- 1988: Instigators (demo)
- 1989: Blue Blood (single)
- 1995: Die Liebe (juntamente com Das Ich) (compilação)
- 1995: Calling the Rain (compilação)
- 1996: The Hunt (EP)
- 1997: Das Letzte Mal (single)
- 1997: Shout (single)
- 1997: Tainted Love (single)
- 1999: Non Plus Ultra: 1989-1999 (compilação)
- 2000: The Sounds of Silence
- 2000: Taste of Sin (single)
- 2010: After the Storm (compilação)

## Videos
- Love is Dead
- 2004: Cold Black Days